# Бзаров, Георгий Николаевич
Гео́ргий Никола́евич Бза́ров (1 мая 1911, Старый Батакоюрт, Терская область — 23 ноября 1943, Радуль, Черниговская область) — советский военный деятель, Подполковник. Герой Советского Союза.

## Биография
Родился 1 мая 1911 года в селе Старый Батакоюрт ныне Правобережного района Северной Осетии в крестьянской семье.
Окончил педагогический техникум в городе Орджоникидзе (ныне Владикавказ) и партийные курсы, после чего был на комсомольской работе.
В 1932 году был призван в ряды РККА, в 1936 году окончил Орджоникидзевское военное пехотное училище. В 1939 году вступил в ВКП(б).
С началом Великой Отечественной войны принимал участие в военных действиях на фронтах.
Подполковник Георгий Николаевич Бзаров, командуя 32-м гвардейским стрелковым полком (12-я гвардейская стрелковая дивизия, 61-я армия, Центральный фронт), в ночь на 29 сентября 1943 года форсировал Днепр в районе деревни Глушец (Лоевский район, Гомельская область). Полк захватил плацдарм, обеспечив наступление дивизии. При отражении контратаки противника 23 ноября 1943 года Георгий Николаевич Бзаров был тяжело ранен и был переправлен на восточный берег Днепра. В посёлке Радуль, где был дивизионный полевой госпиталь, Георгий Бзаров умер. Похоронен в посёлке городского типа Радуль Репкинского района Черниговской области.
Указом Президиума Верховного Совета СССР «О присвоении звания Героя Советского Союза генералам, офицерскому, сержантскому и рядовому составу Красной Армии» от 15 января 1944 года за «образцовое выполнение боевых заданий командования по форсированию реки Днепр и проявленные при этом мужество и героизм» гвардии подполковнику Георгию Николаевичу Бзарову посмертно присвоено звание Героя Советского Союза.
Память
- В честь Георгия Николаевича Бзарова была названа улица во Владикавказе (15 апреля 1975).

## Награды
- Медаль «Золотая Звезда»;
- Орден Ленина;
- Орден Красной Звезды;
- Медали.